# Nico Bremer
Nicolas Bremer (* 17. August 1959 in Luxemburg) ist ein ehemaliger luxemburgischer Fußballspieler.
Bremers Heimatverein war FC Avenir Beggen. Später Spielte er noch für Union Luxemburg. Am 14. Mai 1980 wurde er beim Spiel der luxemburgischen Fußballnationalmannschaft gegen Südkorea (0:3) im Rahmen des Mara Halim Cups in der 27. Minute eingewechselt. Es blieb sein einziges Länderspiel.